# Kugaaruk
Kugaaruk (do 1999 roku Pelly Bay) – miejscowość w regionie Kitikmeot, na terytorium Nunavut w Kanadzie. Znajduje się na półwyspie Simpson Peninsula, nad zatoką Boothia. W 2011 roku osada liczyła 771 mieszkańców. Miejscowość posiada lotnisko.

## Klimat
Znajduje się w strefie klimatu polarnego. Najwyższa zanotowana temperatura wyniosła 29 °C, a najniższa –51,5 °C. Średnie roczne opady wynoszą 261,3 mm, większość spada w postaci śniegu.

## Galeria

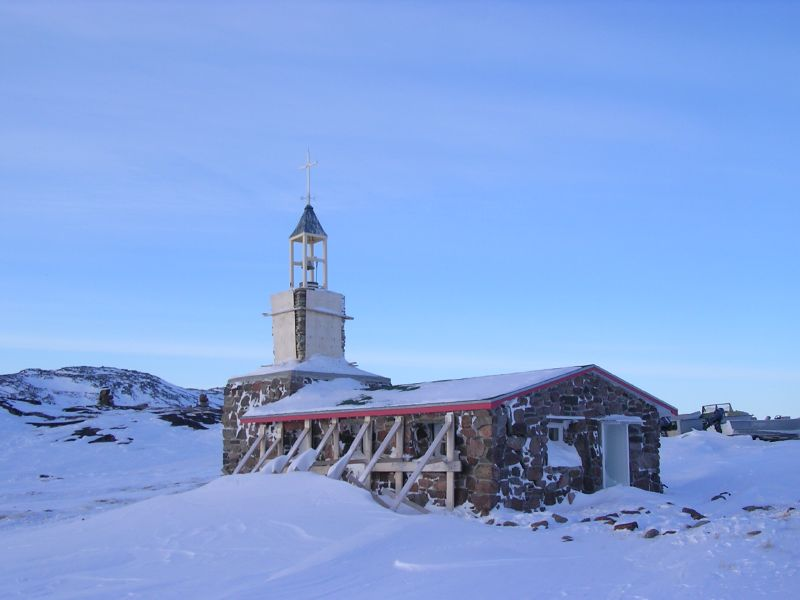
Kościół
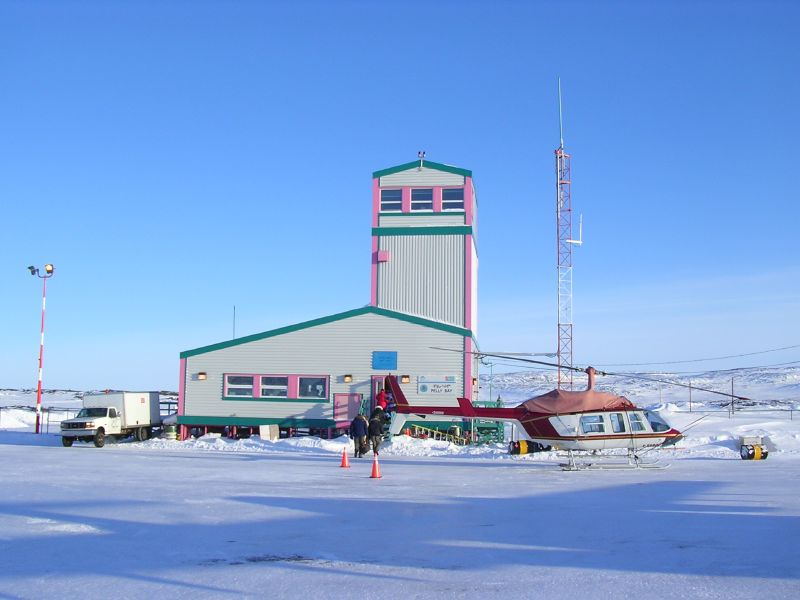
Terminal lotniczy
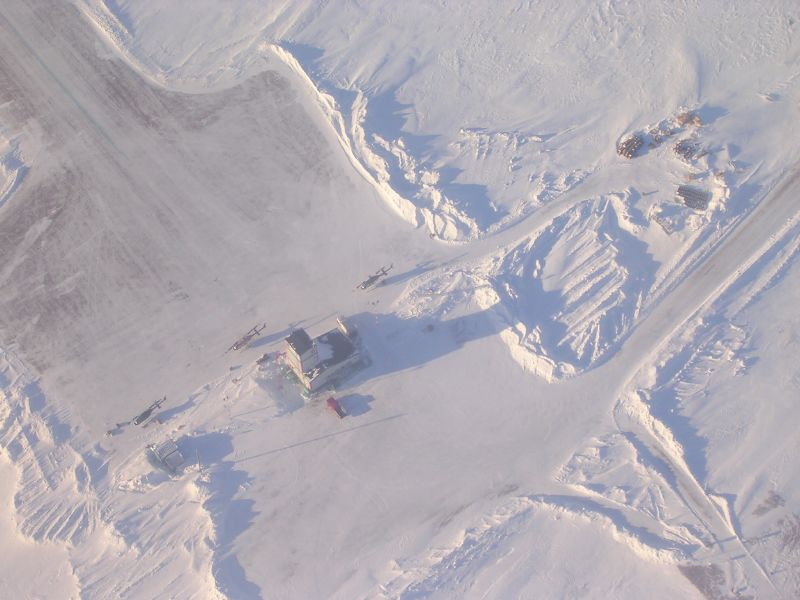
Lotnisko widziane z lotu ptaka
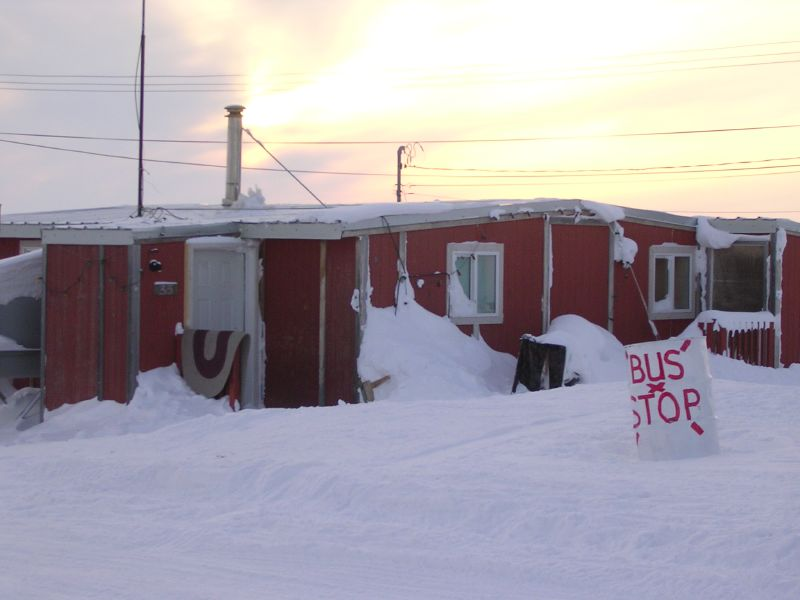
Przystanek autobusowy